# Kibuc

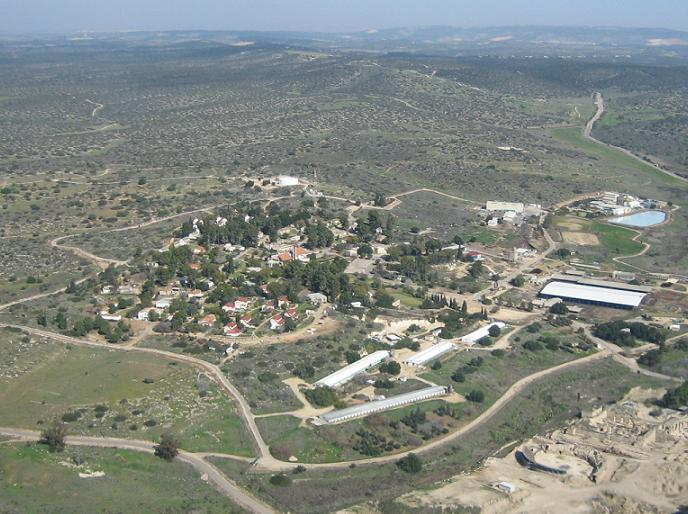
Légi felvétel a Beit Guvrin kibucról, amelyet 1949-ben alapítottak közép-dél-Izraelben

A kibuc (héberül: קיבוץ) a „csoport” ill. „összegyűjteni” szavakból ered.
Olyan kollektív település, ahol a vagyon egy jelentős része közös. A mozgalom a szocializmus és a cionizmus egyfajta kombinációjaként egy gyakorlatias, munkaalapú cionizmust hozott létre Izraelben olyan időkben, amikor a gazdálkodás független formái nem alakulhattak ki. A szükségből erényt kovácsolva, saját zsidó/szocialista ideológiájuk alapján a kibucok tagjai a közösségi élet olyan letisztult módját honosították meg, ami az ország határain kívül is komoly érdeklődésre tarthatott számot. Az első néhány generáció utópikus közösségei után a maiak alig különböznek a kapitalista vállalkozásoktól és a hagyományos városoktól, melyek mellett a kibucok alternatívát szerettek volna nyújtani.     
Az eredetileg főleg mezőgazdaságból élő kibucok mára bevételük jelentős részét ipari tevékenységből és turisztikából szerzik.

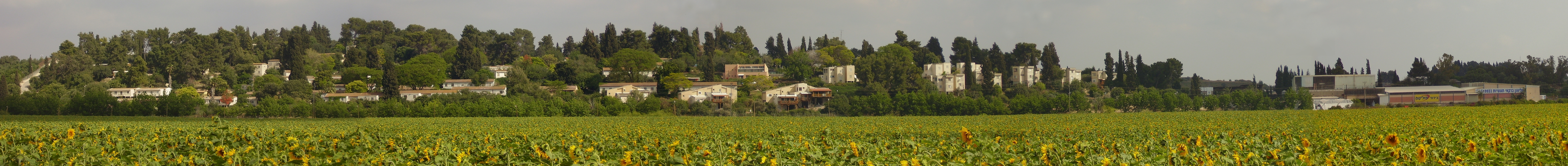
Panorámakép egy kibucról a Wadi Ara régióban

## Történelem

### Eredet
Az 1880-as években Oroszország déli részéről mintegy 15 000 zsidó vándorolt ki Palesztina területére, amit ők Erec Jiszráelnek (ארץ ישראל) hívtak. Ez az első alijának is nevezett kivándorlás két jelentős dologban tért el a korábbi kivándorlásoktól. Egyrészt nem idős emberek mentek életük utolsó éveire, hanem fiatalok, akik ott akartak élni, másrészt  pedig a tanulás helyett földműveléssel akartak foglalkozni. A csoport tagjait Biluimnak is nevezték.
Az első alija korának ideológiája szerint a diaszpórában elő zsidók gondjainak legfőbb okozója, hogy felhagytak a fizikai munkával.

### Második alija
A 20. század elején újból pogromok voltak Oroszországban. 1903-ban a kisinyovi parasztokat egy vérváddal heccelték a zsidók ellen. Az orosz–japán háborúban elszenvedett vereség és az 1905-ös orosz forradalom kapcsán újból zavargások voltak. A pogromok újabb kivándorlási hullámot gerjesztettek az oroszországi zsidók között.